# Teatre de la crueltat
El teatre de la crueltat és un moviment teatral molt heterogeni, inspirat en les idees de l'escriptor francès Antonin Artaud, exposades en el seu llibre El teatre i el seu doble (1938). Entre els més importants autors influïts pel teatre de la crueltat hi ha: Peter Weiss, Fernando Arrabal, David Mamet, Martin McDonagh, El Living Theatre de New York, Alejandro Jodorowsky i en menor mesura, Harold Pinter.